# Madonna Campori
La Madonna Càmpori è un dipinto a olio su tavola (58x45 cm) di Correggio, databile al 1517-1518 circa e conservato nella Galleria Estense di Modena.

## Storia
Nel 1894, grazie alla disposizione testamentaria del marchese Giuseppe Campori, questo piccolo dipinto rappresentante la semplice iconografia della Madonna col Bambino entrò a far parte della Galleria Estense. Precedentemente l'opera si trovava in una cappella del castello di Soliera, vicino a Mantova, che apparteneva dal 1636 al feudo Campori. Non si sa tuttavia chi fu il committente di quest'opera.
L'attribuzione al Correggio fu proposta da un pittore, Vincenzo Rasori, fatto non insolito nella storia della fortuna critica del Correggio le cui opere mostrano ab antiquo di essere state spesso meglio comprese e apprezzate da artisti piuttosto che da critici e studiosi.
Per via stilistica la Madonna Campori si può ragionevolmente datare intorno al 1517-18, come la Madonna col Bambino e san Giovannino di Madrid: la sua creazione appartiene quindi a un momento in cui il Correggio poteva già trovarsi a Parma in procinto di affrescare la Camera di San Paolo.

## Descrizione e stile
Su uno sfondo scuro, la Madonna è rappresentata a mezza figura col volto inclinato e di tre quarti mentre sorride dolcemente al bambino che tiene in grembo.
Rispetto alla tela di Madrid, la Madonna Campori si impone per l'aspirazione di superare il modello leonardesco colà ancora così forte e qui invece accantonato a favore di nuove suggestioni raffaellesche. Sono stati infatti notati prestiti dalla Madonna di Foligno e dalla Madonna Tempi del Sanzio, senza che sia però possibile definire con esattezza se e come il Correggio sia entrato in diretto contatto con questi originali. Poiché proprio negli anni in cui dovrebbe cadere la datazione di quest'opera si suppone un viaggio del Correggio a Roma, non è escluso che il sottile ma deciso cambiamento di stile in chiave filoraffaellesca sia da ricondursi al viaggio nell'Urbe.
Tuttavia, se Raffaello fu senz'altro un modello importante per la Madonna Campori, l'immagine appare già pervasa dall'aspirazione a contraddire il solenne eloquio raffaellesco: valorizzando il momento del gioco fra madre e figlio, esemplificato dal bell'intreccio fra le dita dell'una e dell'altro, e vestendo di un abito di soave naturalezza e familiarità il composto classicismo del primo Raffaello.  Curioso è il piedino del bambino avvolto nel panno. La stesura del colore e l'andamento dei panneggi evidenziano un dolce moto flessuoso, che esalta lo slancio e il dinamismo delle figure.